# Johann Nikolaus von Dreyse
Johann Nikolaus von Dreyse (nelle sue firme sempre Johann Nicolaus Dreyse, dal 1864 von Dreyse; Sömmerda, 20 novembre 1787 – Sömmerda, 9 dicembre 1867) è stato un inventore e ingegnere tedesco.

## Biografia

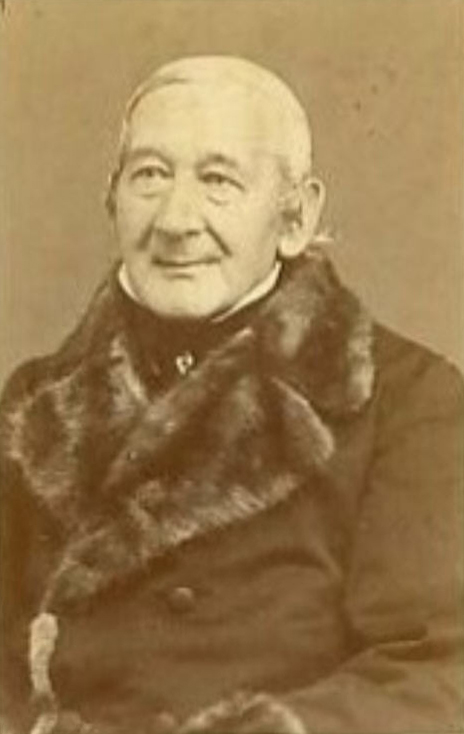
Johann Nikolaus von Dreyse

Johann Nikolaus Dreyse inventò il fucile con percussore ad ago, il cosiddetto Dreyse Zündnadelgewehr, battezzato col suo nome ed adottato come fucile standard in dotazione all'esercito prussiano nel 1840. Oltre all'armamento militare, la fabbrica di Dreyse produsse anche una straordinaria varietà di pistole e fucili da caccia con percussore ad ago. Dopo la morte di Johann, la gestione dell'azienda passò in mano al figlio Franz e successivamente al cugino Nikolaus, sotto la cui direzione la fabbrica divenne famosa per i fucili dalle curatissime finiture e decorazioni.

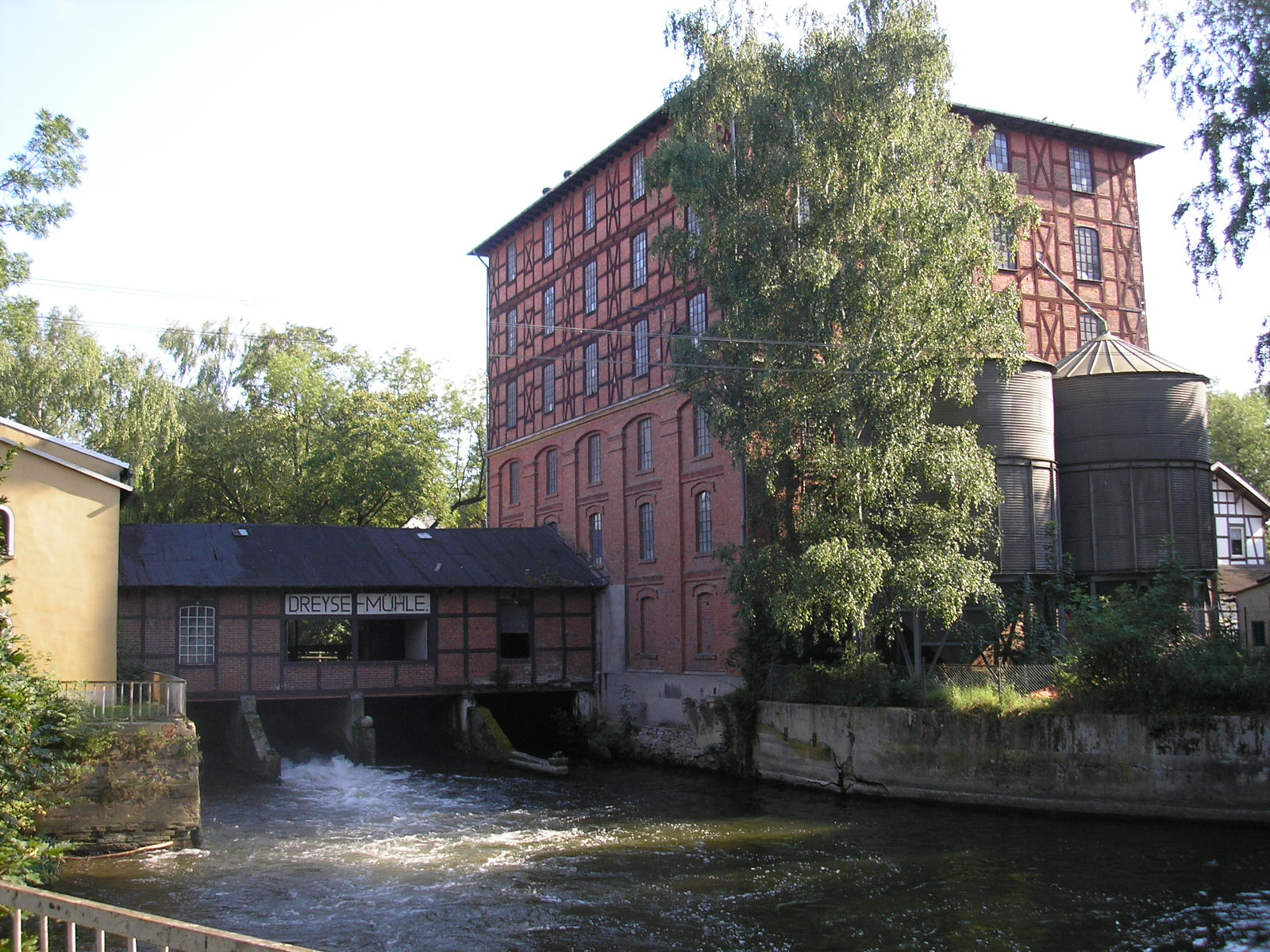
Il mulino Dreyse a Sömmerda

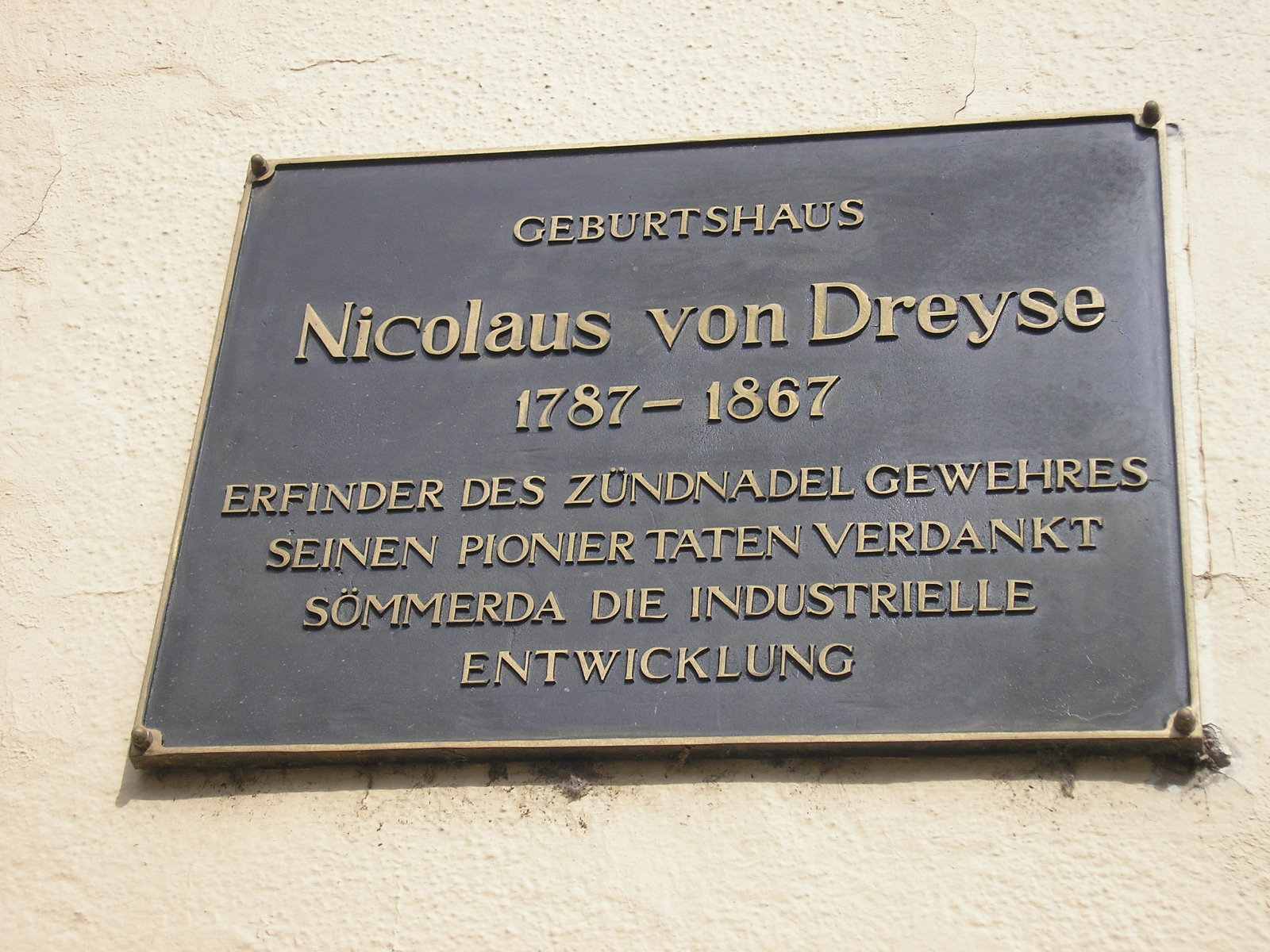
Targa ricordo sulla casa natale a Sömmerda

Tra le sue creazioni, degni di nota sono il fucile ad ago Dreyse M1868, in dotazione all'esercito prussiano per ordine dell'imperatore di Germania, la doppietta ad ago Dreyse del 1870 e la rivoltella Dreyse Reichsrevolver M1879, adottata dall'esercito tedesco nel 1879 e poi sostituita dalla Reichsrevolver M1883.

## Riconoscimenti alla memoria

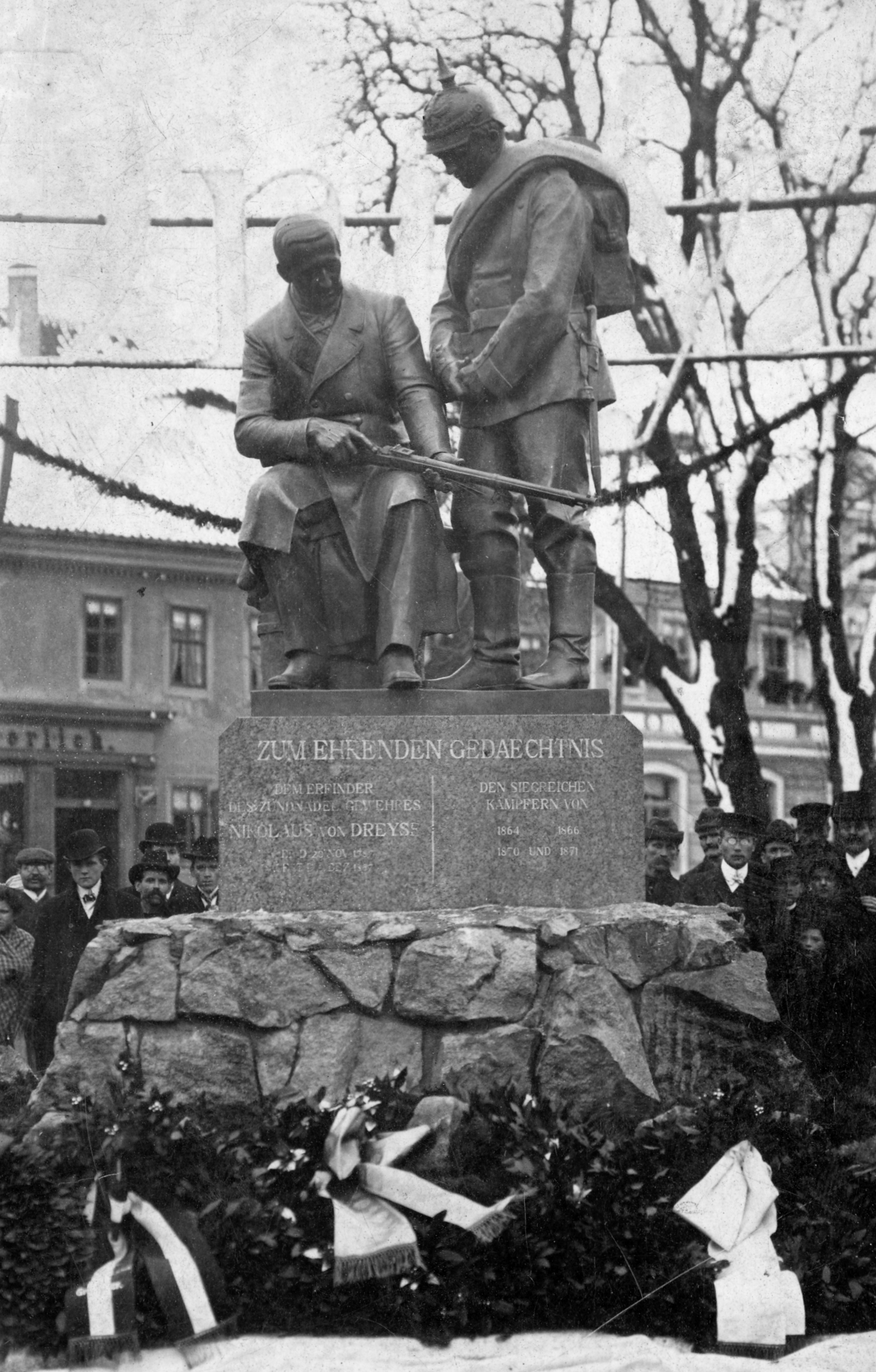
Monumento a Johann Nikolaus von Dreyse in una cartolina del 1909

- Nel 1909 a Sömmerda fu eretto un monumento per la guerra del 1864, 1866 e 1870/71, opera di Wilhelm Wandschneider. Nel 1948 l'opera fu censurata, rimane la base in granito e il busto di Dreys.
- A Berlino Moabit, dal 1875, vi è una strada dedicata a von Dreyse nel luogo dove si trovavano un mulino e un giardino.[3]

## Curiosità
Johann Nikolaus Dreyse non ha legami con Karl Drais, inventore della Draisina.